# Naum Markovich Belkin
Naúm Márkovich Belkin (Zhlobin, Rusia, 1883-Tabriz, Irán, 1942) fue un agente del NKVD soviético que participó en la Guerra Civil española. 

## Primeros años y reclutamiento
De origen judío y nacido en Bielorrusia, físicamente Belkin era alto, elegante, de rasgos aristocráticos, buenas maneras y capaz de hablar en francés, alemán y ruso. 
Tras ser reclutado por el NKVD, en 1935 es nombrado "residente" ilegal en Berlín, esto es, el responsable de reclutar y coordinar a los agentes soviéticos que operaban sin cobertura diplomática alguna. En Alemania trabaja con el aparato de seguridad que mantenía el KPD en la clandestinidad y varios agentes alemanes volverán a coincidir con él en España (donde se encargarán de la seguridad de las instalaciones del NKVD en territorio republicano).

## Guerra Civil Española

### El NKVD en España
En respuesta a la petición de ayuda cursada por el gobierno republicano a la Unión Soviética, Moscú nombra el 21 de agosto a Marcel Rosenberg, diplomático de carrera, como embajador en Madrid. En setiembre de 1936 le sigue el NKVD con un equipo escaso de agentes encabezados por Alexander Orlov, repartidos entre Madrid, Barcelona y Valencia. Dicho equipo estaba formado por dos componentes: 
Por un lado, un grupo de agentes "legales" que operaban con nombres falsos (bajo cobertura diplomática basada en trabajos ficticios en la embajada soviética) integrado por el propio Nikolsky/Orlov, Belkin/Belyáev, Syroezhkin/Pancho, Eitingon/Kótov y Vasilevsky/Grebetsky, destinados permanentemente y complementados por otros agentes "temporales" que se quedaban en España entre unos meses y un año. 
Por otro, trabajando con los anteriores, tres agentes "ilegales", esto es, que operaban sin cobertura de la legación soviética: María Fortus, Grigulévich y el alemán Erich Tacke, usados sobre todo en "operaciones especiales" como el secuestro y asesinato de Andreu Nin. Además reclutaron colaboradores sobre el terreno, ya fuese españoles como Luis Lacasa o brigadistas como George Mink.
Aparte, y de manera autónoma, operaban otras ramas de la inteligencia soviética, en particular el RU (inteligencia militar), cuya misión era ayudar al esfuerzo de guerra mediante asesores, especialistas (pilotos, oficiales navales) y la realización de labores de espionaje contra las tropas franquistas. Para ello contaba con muchos más medios, humanos y materiales, que el NKVD, cuya prioridad era la eliminación del "enemigo interno", entendido este como cualquier muestra de disidencia con respecto a la ortodoxia estalinista, especialmente el trotskismo y los anarquistas, a menudo al margen del aparato estatal republicano.

### Belkin en la Guerra Civil
Tres de ellos tenían en común su condición de judíos nacidos en Bielorrusia: Orlov/Nikolsky, Kótov/Eitingon y el propio Belkin que, con el rango de capitán para la Seguridad del Estado es destinado con el seudónimo de Beláyev como enlace con las fuerzas de seguridad republicanas.
Tras la deserción de Orlov en mayo de 1938, Belkin es llamado de vuelta a Moscú, donde es interrogado y expulsado del servicio. Sin embargo, y a diferencia de colegas como Grigori Syroyezhkin, se salva de ser ejecutado.
Muere en 1942 en la ciudad iraní de Tabriz.